# Litotrissia
Con litotrissia o litotripsia (in passato anche litotrizia e litoclasia) si definisce la procedura e tecnica che mira alla frantumazione e riduzione dei calcoli così da agevolarne l’eliminazione.
Può essere praticata per via intracorporea, invasiva o minimamente invasiva, o extracorporea. L'apparecchiatura per frantumare i calcoli viene comunemente chiamato litotritore, come lo strumento chirurgico introdotto da Jean Civiale nel 1832.

## Litotrissia intracorporea

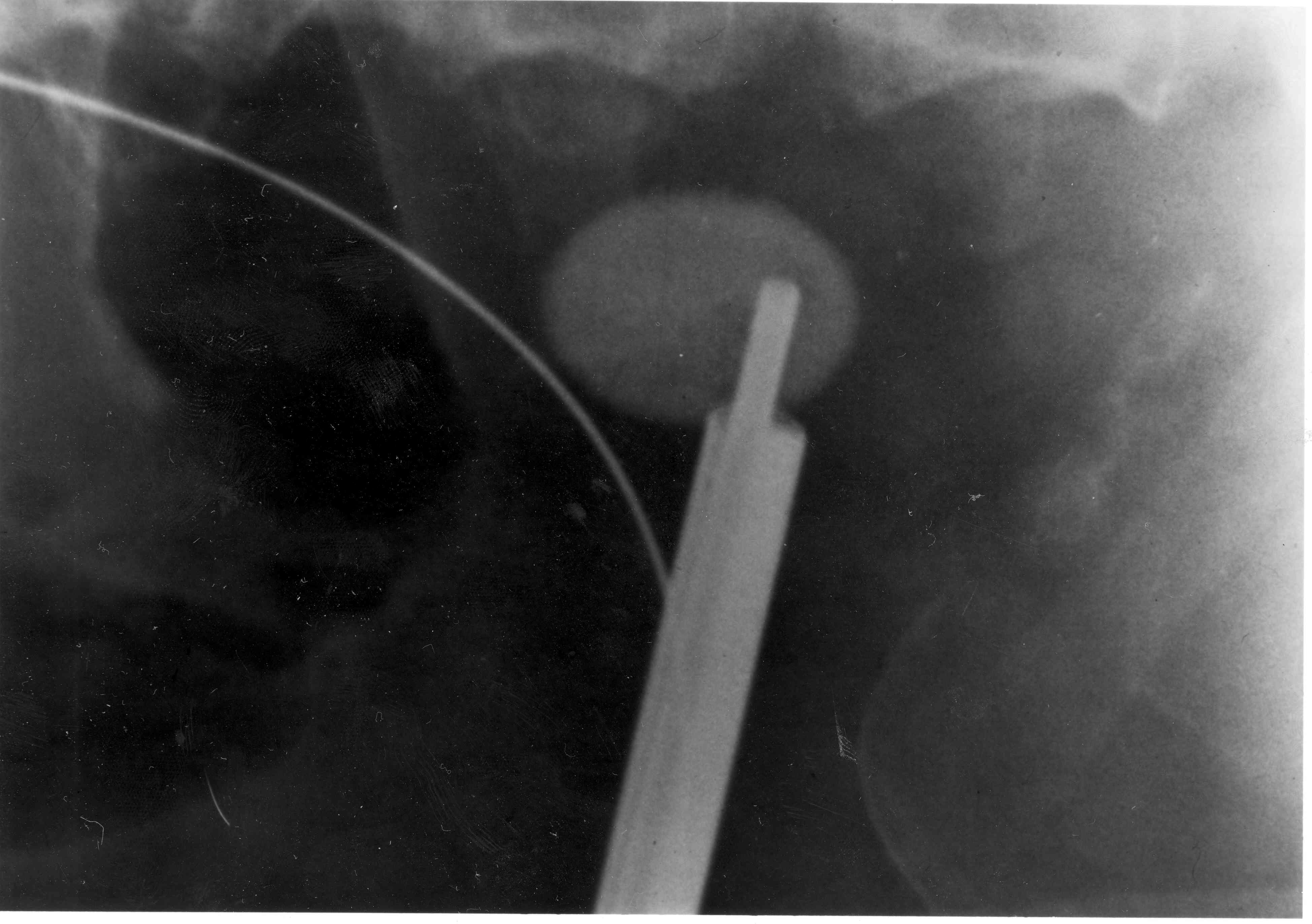
Litotrissia intracorporea di un calcolo renale con sonda ultrasonica

Viene praticata oggi come chirurgia endoscopica, introducendo strumenti di visione e per la frantumazione dei calcoli attraverso le vie urinarie o piccoli fori (endoscopia percutanea). La litotrissia intracorporea comporta che lo strumento per frantumare la concrezione venga portato a contatto o molto vicino al calcolo da ridurre. Questa tecnica riduce il rischio che si arrechino danni ai tessuti circostanti.
Le tecnologie utilizzate per la frantumazione dei calcoli nella litotrissia intracorporea sono:
- laser, con una fibra ottica che porta un fascio laser ad alta densità di energia fino alla superficie del calcolo producendone la vaporizzazione o resezione.
- ultrasonica, con un trasduttore piezoelettrico che trasferisce una vibrazione ultrasonica sulla superficie del calcolo ed a particolari condizioni può prodursi la cavitazione,
- pneumatico-balistica, con un proiettile che viene spinto dall'aria compressa all'interno di un tubo trasferendo una forte energia, onda d'urto, con l'impatto finale.
- elettroidraulica, con due elettrodi portati dall'endoscopio a contatto del calcolo. Allo scoccare della scintilla si genera vapore ed a particolari condizioni può prodursi elettroerosione.

## Litotrissia extracorporea

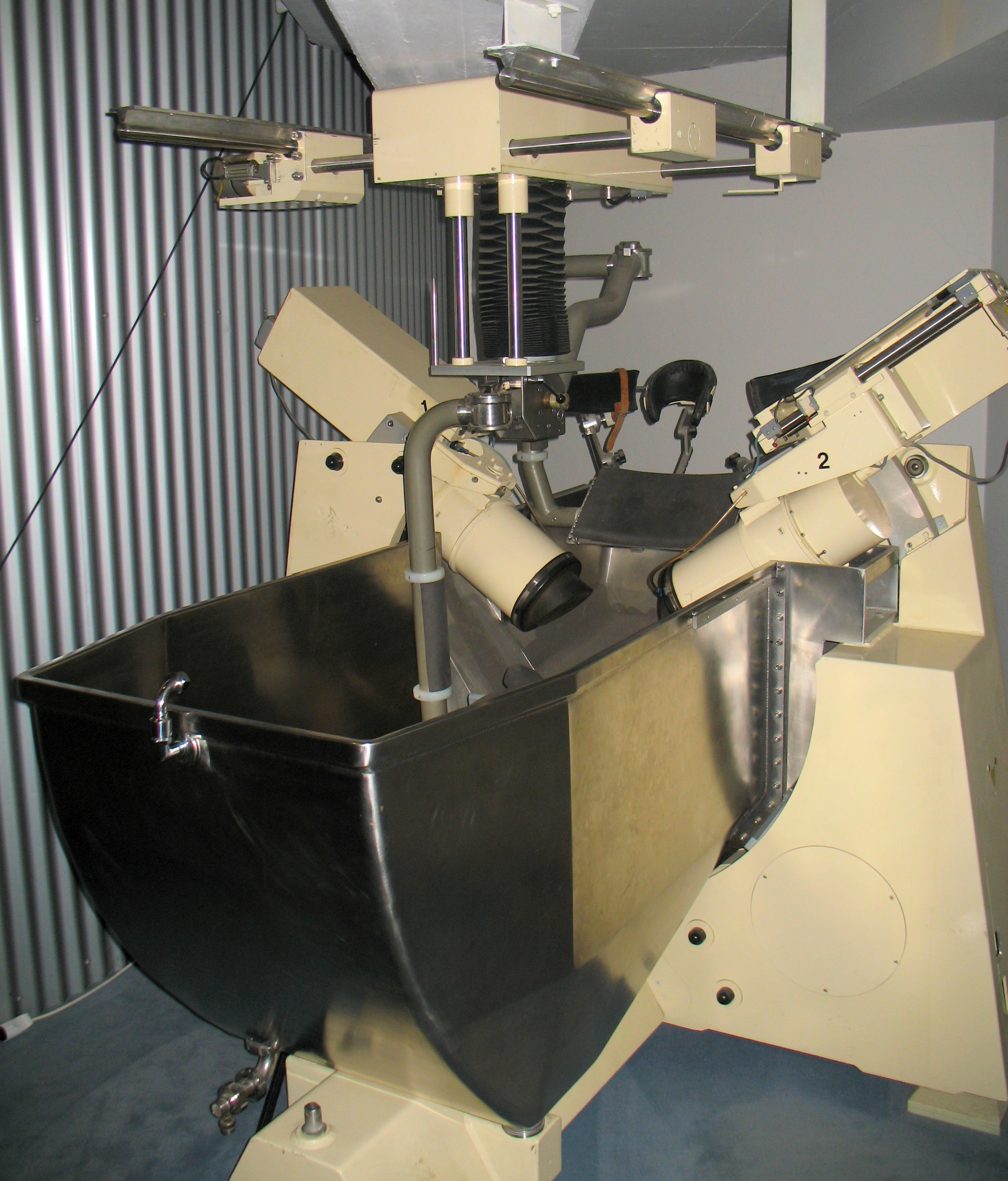
Prototipo della prima apparecchiatura per ESWL - Dornier HM1 (1980)

Sfrutta tipicamente un'onda sonora ad alta pressione (onda d'urto) generata fuori dal corpo e focalizzata nell'area dove si trova il calcolo da frantumare. 
L'apparecchiatura viene chiamata litotritore a onda d'urto extracorporea, in sigla dall'inglese ESWL.
Le tecnologie utilizzate per generare l'onda d'urto nella litotrissia extracorporea sono:
- elettroidraulica, con due elettrodi, che generano scintille in acqua producendo la rapidissima formazione ed espansione di bolle di vapore.
- elettromagnetica, con onde d'urto prodotte sfruttando il fenomeno della magnetostrizione oppure delle correnti parassite.
- piezoelettrica, con sistemi multipli di trasduttori piezoelettrici posizionati e modulati in modo da concentrare la pressione acustica nell'area del calcolo.

Sono state sperimentate e brevettate anche sorgenti che sfruttano microdetonazioni e scintille in mezzi elettroconduttivi.